# Pont de la Tordera
El Pont de la Tordera està situat a la carretera que uneix Malgrat de Mar i Blanes, el pont fa de límit provincial entre Barcelona (carretera BV-6001) i Girona (carretera GIP-6831) i creua sobre el riu de La Tordera. Es va construir l’any 1934 i al llarg de la seva vida ha patit nombres reconstruccions degudes a riuades, la Guerra Civil i patologies estructurals.

## Història
Fou construït per la Comissaria Delegada a les comarques gironines de la Generalitat de Catalunya, entre l'octubre de 1932 i l'agost de 1934, en base a un projecte redactat per la Secció d’Obres i Vies de la Diputació de Girona del novembre de 1930.

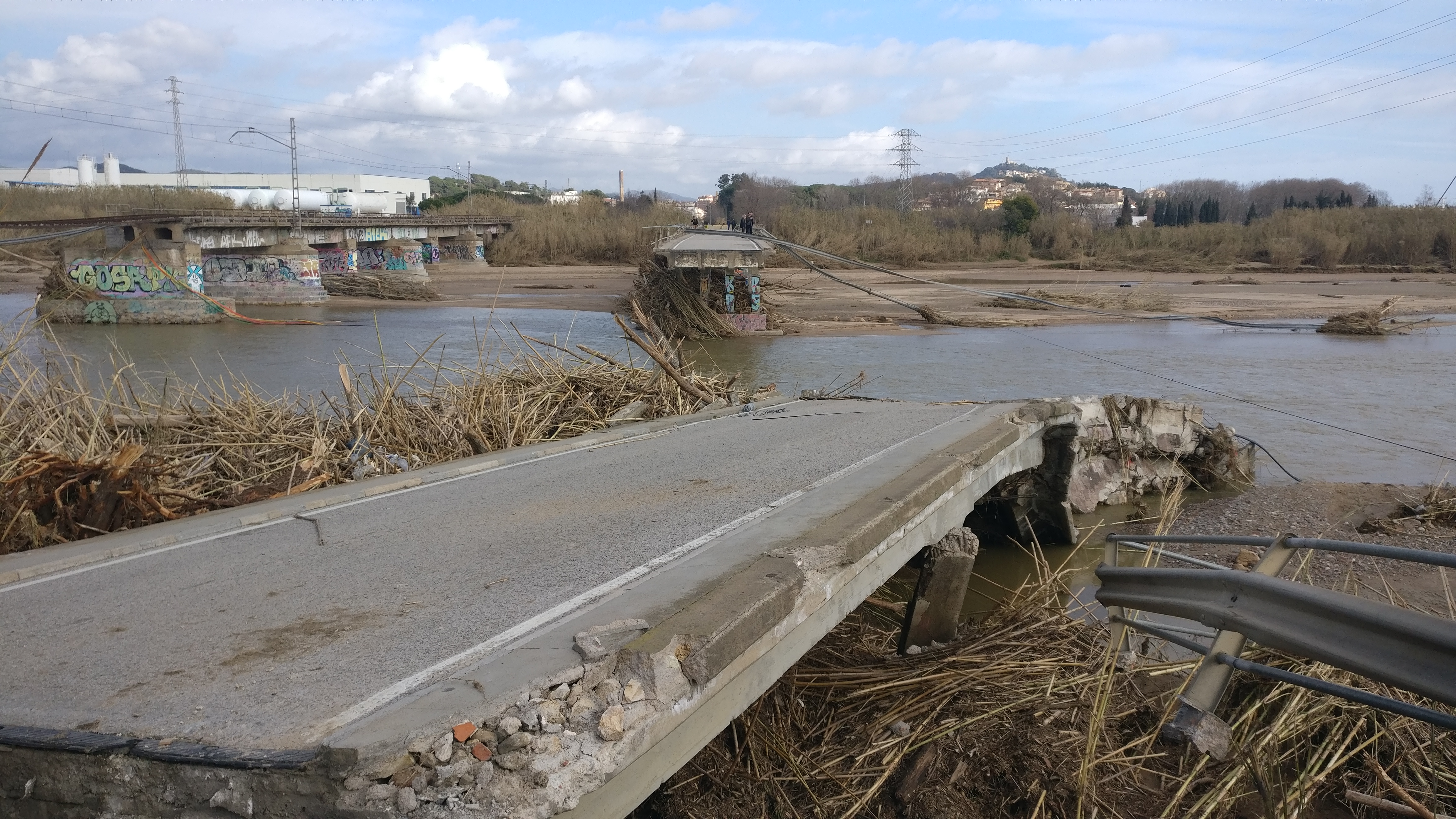
Estat del Pont de La Tordera després del temporal Gloria de gener del 2020

L'estructura ha sofert nombroses reconstruccions fruit de les moltes incidències patides al llarg de la seva vida útil: l'enderroc al 1939, durant la Guerra Civil, de la seva part central, reconstruïda entre el 1949 i 1952 amb característiques idèntiques a l’inicial; l'enfonsament de 81 metres de pont per la riuada de 1969 que no es va acabar de reconstruir fins al 1973; posteriorment a aquesta obra el pont va necessitar unes importants reparacions estructurals fruit del seriós deteriorament del formigó de la llosa del tauler elaborat amb graves amb alt contingut de sofre que suposaren una nova demolició i reconstrucció de part de l'estructura el 1983.
Inicialment el pont estava format per 22 trams rectes de 9,00 m de llum. Cada tram recte estava format per una llosa contínua formada per quatre nervis de 1,05 m de cantell, les ales de les quals formaven el tauler amb una amplada de 6,00 m. Els estreps laterals eren de formigó en massa, amb murs perpendiculars a la llera, els suports estaven formats per quatre pilars de 30x45 cm i una biga travessera on es recolzava el tauler. El fonament de les piles estava constituit per pilons de formigó armat, de 25x25 cm de secció, clavats fins a una fondària de 5 metres. Els fonaments dels estreps estaven situats a una fondària d’1,50 m amb pilons similars als de les piles.
La reconstrucció del 1973 es va fer mitjançant trams rectes de 21 m de llum sobre piles de formigó armat de 6x1 m de secció. La secció transversal dels trams rectes estava formada per 6 bigues pretensades prefabricades de 0,90 m de cantell sobre les quals es construí una llosa de formigó armat de 0,15 m. Els fonaments van consistir en la construcció de caixons indis de formigó armat de dimensions de 8x4 m i 8m de fondària, amb una sabata de formigó armat a manera de basament de la pila.
La darrera intervenció el 1982 consistí fonamentalment en la demolició i posterior reconstrucció de la llosa del tauler de 1973.
Al 22 de gener del 2020 el temporal Gloria va tornar a endur-se un tram del pont, la Generalitat de Catalunya va encarregar la seva reconstrucció per via d’emergència per un cost de 4,6 milions d’euros, al novembre del mateix any es va tornar a obrir al trànsit. Aquest cop la reparació va passar per l'enderroc complet de l’antic pont i la construcció d’un de nou amb major capacitat hidràulica d’acord amb els estandards actuals. El nou viaducte té 219,3 m de longitud distribuïts en 5 trams on la llum màxima és de 51 m. Els fonaments es componen per pilons que s’encasten fins a l'estrat rocós que hi ha per sota dels dipòsits del delta de La Tordera. També es va ampliar la secció fins a 13 m per tal de tenir una vorera de 3 m. Per tal de reduir el termin de l’obra, el pont es va construir amb bigues prefabricades de formigó pretensat que es van unir in situ formant una biga continua.

## Premis i reconeixements
La reconstrucció del Pont viari sobre La Tordera va ser reconegut amb una menció especial en la V Nit de les Infraestructures celebrada el 15 de juny de 2021. Acte organitzat pel Consell Assessor Infraestructures de Catalunya, entitat fundada per l’Associació Catalana d’Empreses d’Enginyeria i Consultoria (ASINCA), la Cambra Oficial de Contractistes d’Obres de Catalunya (CCOC), Foment del Treball Nacional i la Fundació Cercle d’Infraestructures.